# Lobignonao
Lobignonao est une localité du département de Tiankoura, dans la province du Bougouriba (région du Sud-Ouest) au Burkina Faso. En 2006, cette localité comptait 207 habitants dont 57.5% de femmes.